# جدول مدال‌های بازی‌های آسیایی ۲۰۱۸
بازی‌های آسیایی ۲۰۱۸ که به‌طور رسمی به نام آسیاد ۱۸ (XVIII Asiad) شناخته می‌شود، بزرگ‌ترین رویداد ورزشی در آسیا است که توسط کمیتهٔ المپیک آسیا اداره می‌شود. این بازی‌ها در جاکارتا و پالم‌بانگ بین ۱۸ اوت تا ۲ سپتامبر ۲۰۱۸ برگزار می‌شود.

## جدول مدال‌ها
*   کشور میزبان (اندونزی)
| رتبه  | NOC                     | طلا | نقره | برنز | مجموع |
| ۱     | چین (CHN)               | ۱۳۲ | ۹۲   | ۶۵   | ۲۸۹   |
| ۲     | ژاپن (JPN)              | ۷۵  | ۵۶   | ۷۴   | ۲۰۵   |
| ۳     | کره جنوبی (KOR)         | ۴۹  | ۵۸   | ۷۰   | ۱۷۷   |
| ۴     | اندونزی (INA)*          | ۳۱  | ۲۴   | ۴۳   | ۹۸    |
| ۵     | ازبکستان (UZB)          | ۲۱  | ۲۴   | ۲۵   | ۷۰    |
| ۶     | ایران (IRI)             | ۲۰  | ۲۰   | ۲۲   | ۶۲    |
| ۷     | چین تایپه (TPE)         | ۱۷  | ۱۹   | ۳۱   | ۶۷    |
| ۸     | هند (IND)               | ۱۵  | ۲۴   | ۳۰   | ۶۹    |
| ۹     | قزاقستان (KAZ)          | ۱۵  | ۱۷   | ۴۴   | ۷۶    |
| ۱۰    | کره شمالی (PRK)         | ۱۲  | ۱۲   | ۱۳   | ۳۷    |
| ۱۱    | بحرین (BRN)             | ۱۲  | ۷    | ۷    | ۲۶    |
| ۱۲    | تایلند (THA)            | ۱۱  | ۱۶   | ۴۶   | ۷۳    |
| ۱۳    | هنگ کنگ (HKG)           | ۸   | ۱۸   | ۲۰   | ۴۶    |
| ۱۴    | مالزی (MAS)             | ۷   | ۱۳   | ۱۶   | ۳۶    |
| ۱۵    | قطر (QAT)               | ۶   | ۴    | ۳    | ۱۳    |
| ۱۶    | مغولستان (MGL)          | ۵   | ۹    | ۱۱   | ۲۵    |
| ۱۷    | ویتنام (VIE)            | ۴   | ۱۶   | ۱۸   | ۳۸    |
| ۱۸    | سنگاپور (SGP)           | ۴   | ۴    | ۱۴   | ۲۲    |
| ۱۹    | فیلیپین (PHI)           | ۴   | ۲    | ۱۵   | ۲۱    |
| ۲۰    | امارات متحده عربی (UAE) | ۳   | ۶    | ۵    | ۱۴    |
| ۲۱    | کویت (KUW)              | ۳   | ۱    | ۲    | ۶     |
| ۲۲    | قرقیزستان (KGZ)         | ۲   | ۶    | ۱۲   | ۲۰    |
| ۲۳    | اردن (JOR)              | ۲   | ۱    | ۹    | ۱۲    |
| ۲۴    | کامبوج (CAM)            | ۲   | ۰    | ۱    | ۳     |
| ۲۵    | عربستان سعودی (KSA)     | ۱   | ۲    | ۳    | ۶     |
| ۲۶    | ماکائو (MAC)            | ۱   | ۲    | ۲    | ۵     |
| ۲۷    | عراق (IRQ)              | ۱   | ۲    | ۰    | ۳     |
| ۲۸    | کره (COR)               | ۱   | ۱    | ۲    | ۴     |
| ۲۸    | لبنان (LBN)             | ۱   | ۱    | ۲    | ۴     |
| ۳۰    | تاجیکستان (TJK)         | ۰   | ۴    | ۳    | ۷     |
| ۳۱    | لائوس (LAO)             | ۰   | ۲    | ۳    | ۵     |
| ۳۲    | ترکمنستان (TKM)         | ۰   | ۱    | ۲    | ۳     |
| ۳۳    | نپال (NEP)              | ۰   | ۱    | ۰    | ۱     |
| ۳۴    | پاکستان (PAK)           | ۰   | ۰    | ۴    | ۴     |
| ۳۵    | افغانستان (AFG)         | ۰   | ۰    | ۲    | ۲     |
| ۳۵    | میانمار (MYA)           | ۰   | ۰    | ۲    | ۲     |
| ۳۷    | سوریه (SYR)             | ۰   | ۰    | ۱    | ۱     |
| مجموع | مجموع                   | ۴۶۵ | ۴۶۵  | ۶۲۲  | ۱٬۵۵۲ |